# Kuştul-Kloster

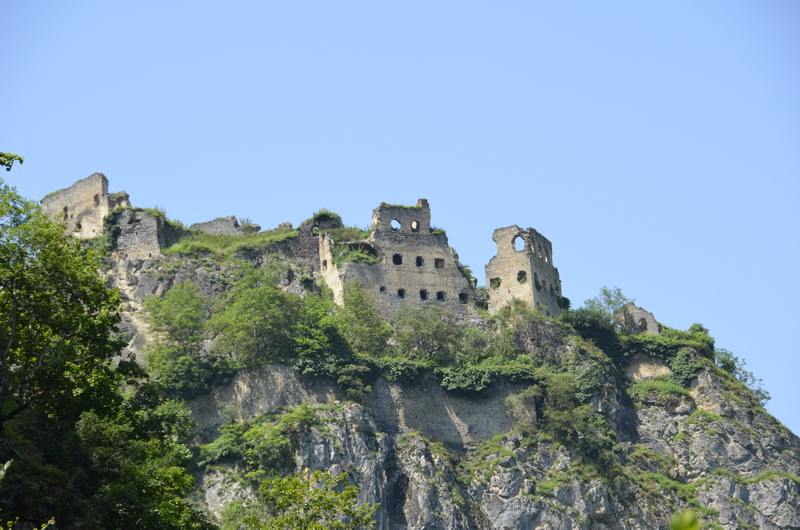
Kuştul-Kloster

Das Kuştul-Kloster (türkisch Kuştul Manastırı, griechisch Ιερά Μονή του Αγίου Γεωργίου Περιστερεώτα) befindet sich nahe dem Dorf Şimşirli im Bezirk Maçka der Provinz Trabzon in der Türkei. Es wurde im Jahr 752 etwa 30 km südöstlich der Stadt Trabzon gegründet und am 17. Januar 1923 geschlossen, da die Mönche zusammen mit anderen Pontosgriechen nach Griechenland vertrieben wurden.
Der griechische Name des Klosters ist Sankt Georgios Peristereotas. Der Name leitet sich vom Mönch Peristereotis (peristeri bedeutet Taube auf Griechisch) ab. Die Legende besagt, dass ein Schwarm von Tauben von den Wäldern Sourmenas abstieg und drei Mönche leitete, die die Ikone des Sankt Georg zum Ort trugen, wo das Kloster erbaut wurde.
Während seiner Blütezeit bestand das Kloster aus 187 Zellen und einer großen Bibliothek, die über 7.000 Bände enthielt. Im Jahr 1203 und nach 450 Jahren der ununterbrochenen Nutzung wurde das Kloster verlassen und für zwei Jahrhunderte lebte kein Mönch darin. Im Jahr 1398 wurde vom Kaiser von Trapezunt Manuel III. die Erlaubnis erteilt, das Kloster wiederzueröffnen. 1462 wurde das Kloster teilweise zerstört, als Diebe und Plünderer viele der Erbstücke stahlen. Viele Besitztümer sind auch während der Feuer von 1483 verloren gegangen. Im Jahr 1501 wurde das Kloster unter die Jurisdiktion des Patriarchen von Konstantinopel gestellt und so bis zum Beginn des 20. Jahrhunderts genutzt. Nach einem Brand 1906 wurde es restauriert. Das Kloster wurde 1922 erneut evakuiert und seine Insassen 1923 von der Türkei in das Königreich Griechenland vertrieben. Das Kloster wurde aufgegeben, heute sind noch Ruinen erhalten.
Ein Kloster gleichen Namens wurde am 16. Juni 1978 in Naousa, Imathia, eingeweiht, das gleichzeitig der Ort ist, wo die Mönche des Kuştul-Klosters begraben sind.